# الديدامون
قرية الديدامون هي إحدى القرى التابعة لمركز فاقوس في محافظة الشرقية في جمهورية مصر العربية. حسب إحصاءات سنة 2006، بلغ إجمالي السكان في الديدامون 31085 نسمة، منهم 16045 رجل و15040 امرأة. وبالقرية كلية للدراسات الإسلامية والعربية تتبع جامعة الأزهر.

## التاريخ
قرية الديدامون من القرى القديمة، حيث وردت باسم «الديدمون» في أعمال الشرقية ضمن قرى الروك الناصري التي أحصاها ابن الجيعان في كتاب «التحفة السنية بأسماء البلاد المصرية». وفي العصر العثماني وردت باسم «الديدمون» في التربيع العثماني الذي أجراه الوالي العثماني سليمان باشا الخادم في عصر السلطان العثماني سليمان القانوني ضمن قرى ولاية الشرقية، وفي تاريخ 1228هـ/1813م الذي عدّ قرى مصر بعد المسح الذي قام به محمد علي باشا باسم «الديدامون» ضمن قرى مديرية الشرقية.